# 篠沢恭助
篠沢 恭助（しのざわ きょうすけ、1937年（昭和12年）3月1日 - ）は、日本の官僚。元大蔵事務次官。

## 来歴
東京教育大学附属中学校・高等学校（現・筑波大学附属中学校・高等学校）、東京大学法学部第二類（公法コース）卒業後、大蔵省入省（為替局総務課）。
当時の事務次官候補の異動としては珍しく、大臣官房の文書課長や秘書課長、地方支分部局の局長などを経ずに主計局総務課長から、いきなり同局の末席次長に抜擢された。同期の千野忠男は主計官補佐（主査）、主計局総務課企画官、主計官、文書課長、近畿財務局長を経験していたが、他の同期より年齢が上で、主計局長→事務次官の順番待ちの最中に定年の壁に引っかかるため、篠沢を主計コースとし、千野を財務官となる国際金融コースへと変更した。その後は大臣官房総務審議官、理財局長。篠沢が理財局長時に千野が上記の定年の壁にぶつかり、1991年（平成3年）6月に篠沢は大臣官房長となった。1993年（平成5年）6月に主計局長。1995年（平成7年）5月 大蔵事務次官に就任。斎藤次郎が任期を2ヶ月残して辞任した後を受けて事務次官に就任したが、中島義雄・田谷廣明ら主計局幹部による過剰接待問題や、大和銀行ニューヨーク支店巨額損失事件における銀行局（西村吉正局長）と国際金融局（榊原英資局長）の米国側への通報が遅れた事で問題とされた件、住専国会を経て住専への公的資金投入など、これら一連の「大蔵スキャンダル」でマスコミや政界、国民などの大きな反発を受けていたため、歴代の大蔵事務次官では最短となる在任7ヶ月での辞任となった（但し、のちに小村武が事務次官在任6ヶ月で辞任した）。
1996年（平成8年）に退官し、その後1998年（平成10年）海外経済協力基金総裁、1999年（平成11年）国際協力銀行副総裁、2001年（平成13年）国際協力銀行総裁を歴任し、同総裁退任後、2008年（平成20年）から資本市場研究会理事長を務める。
亀井静香とは東大時代の同級生でツーカーの仲で有名とされていた。

## 略歴
- 1952年（昭和27年）3月 東京教育大学附属中学校（現・筑波大学附属中学校）卒業。
- 1955年（昭和30年）3月 東京教育大学附属高等学校（現・筑波大学附属高等学校）卒業。
- 1959年（昭和34年）9月25日 国家公務員採用上級試験（法律）合格。
- 1960年（昭和35年）3月 東京大学法学部第二類（公法コース）卒業。
- 1960年（昭和35年）4月 大蔵省入省[1][2]（為替局総務課）。
- 1962年（昭和37年）6月 近畿財務局理財部。
- 1963年（昭和38年）8月 アジア経済研究所出向（1964年4月 - 1966年3月 ブエノスアイレス派遣員[8]）。
- 1966年（昭和41年）7月1日 荻窪税務署長。
- 1967年（昭和42年）8月 外務省経済局アジア課。
- 1969年（昭和44年）8月 主計局法規課長補佐。
- 1970年（昭和45年）7月 証券局総務課長補佐（調査・企画）[9]。
- 1972年（昭和47年）7月 主計局主計官補佐（文部係主査）。
- 1974年（昭和49年）7月 主計局総務課長補佐（企画）[10]。
- 1975年（昭和50年）7月 主計局主計官補佐（建設係主査）。
- 1976年（昭和51年）7月5日 大臣官房文書課広報室長。
- 1977年（昭和52年）6月27日 行政管理庁行政管理局管理官（定員総括、特殊法人、外務省）。
- 1980年（昭和55年）6月 主計局主計官（文部、科学技術担当）。
- 1981年（昭和56年）7月 主計局主計官（厚生、労働担当）。
- 1982年（昭和57年）6月 主計局主計官。
- 1984年（昭和59年）6月27日 主計局総務課長。
- 1986年（昭和61年）6月10日 主計局次長（末席）（給与、共済、文部、厚生・労働などを担当）[11]。
- 1987年（昭和61年）8月5日 主計局次長（次席）。
- 1988年（昭和63年）6月15日 主計局次長（首席）（総務課のほか、地方財政、厚生・労働などを担当）[12]。
- 1989年（平成元年）6月23日 大臣官房総務審議官（現・総括審議官）。
- 1990年（平成2年）6月29日 理財局長。
- 1991年（平成3年）6月11日 大臣官房長。
- 1993年（平成5年）6月25日 主計局長。
- 1995年（平成7年）5月26日 大蔵事務次官。
- 1996年（平成8年）1月5日 退官。
- 1998年（平成10年）5月22日 海外経済協力基金総裁。
- 1999年（平成11年）10月 国際協力銀行副総裁[2]。
- 2001年（平成13年）6月29日 国際協力銀行総裁。
- 2003年（平成15年）10月1日 同再任。
- 2006年（平成18年）12月12日 財務省参与。
- 2007年（平成19年）9月 国際協力銀行総裁退任[1]。
- 2008年（平成20年）1月 財団法人資本市場研究会理事長[1]。
- 2019年（令和元年）11月 瑞宝重光章受章[13]。

現在は、一般財団法人生涯学習開発財団評議員を務める。

## 入省同期
- 伊吹文明（衆議院議長）、安部彪（国民金融公庫副総裁、会計検査院事務総長）、朝比奈秀夫（万博記念協会理事長、国際金融局担当審議官）、千野忠男（アジア開発銀行総裁、財務官）、白鳥正喜（アメリカンファミリー生命保険会社シニア・アドバイザー、海外経済協力基金理事、国際金融局次長）、水谷文彦（住宅・都市整備公団副総裁、沖縄開発事務次官）、藤田弘志（名証理事長、関東財務局長、理財局次長）など。